# Gumpen (Reichelsheim)
Gumpen ist ein Ortsteil der Gemeinde Reichelsheim im südhessischen Odenwaldkreis.

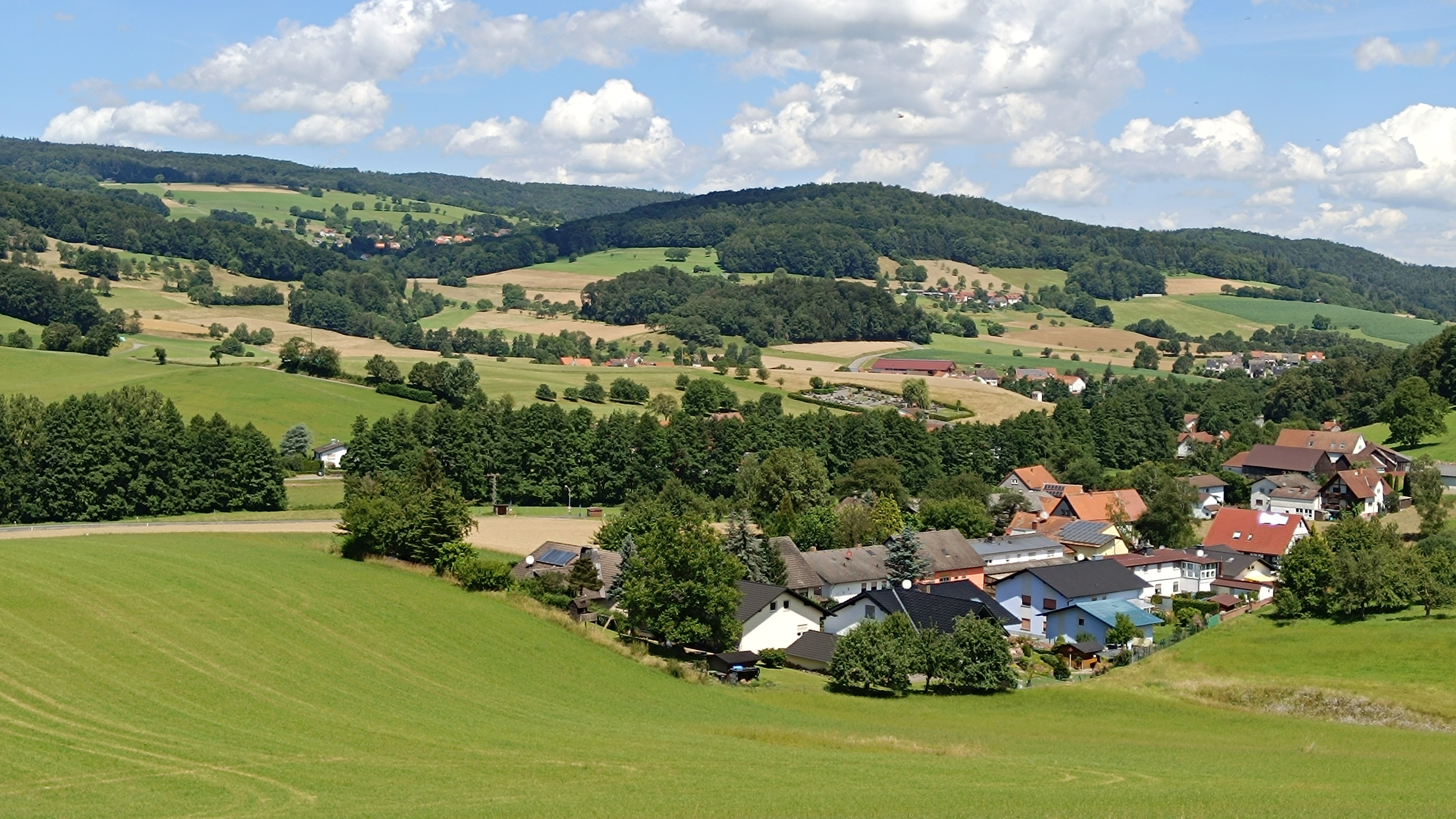
Blick auf Groß-Gumpen Richtung Klein-Gumpen (2024)

## Geographie
Der Ortsteil Gumpen besteht aus den Dörfern Groß-Gumpen und Ober-Klein-Gumpen und liegt im Granitgebiet des Odenwalds im oberen Ende des Gersprenztals, ca. 13,5 km nordwestlich von Erbach und 2,5 Kilometer südöstlich der Kerngemeinde Reichelsheims. Der Ortsteil Gumpen wird begrenzt durch die 711,2 Hektar umfassenden Gemarkung Gumpen. In der Gemarkung liegt die aktuellen bzw. historischen Wohnplätze:
- Hof Haus Benz[4]
- Haus Peters[5]
- Weiler Gesäß[6]

An den Ortsteil Gumpen grenzen, von Norden beginnend, im Uhrzeigersinn, die Reichelsheimer Ortsteile Klein-Gumpen, die Kerngemeinde, Frohnhofen, die Gemeinde Mossautal, Unter-Ostern, Ober-Ostern, die Ortsteile Weschnitz und Krumbach der Gemeinde Fürth (Odenwald) sowie der Kern und der Ortsteil Winterkasten der Gemeinde Lindenfels. Der Ortsteil Gumpen liegt zwischen der Kerngemeinde und dem Ortsteil Krumbach an den Bundesstraßen 38 und 47 die hier auf einer gemeinsamen Trasse verlaufen.

## Geschichte
Erstmals urkundlich erwähnt wurde Groß-Gumpen unter dem Namen Gumpen im Jahre 1357. Später hieß der Ort auch Gumpen in den langen Erlen.
Zum 1. Januar 1968 fusionierten die Gemeinden Groß-Gumpen und Ober-Klein-Gumpen zur neuen kurzlebigen Gemeinde Gumpen. Am 31. Dezember 1971 kam die Gemeinde Gumpen im Zuge der Gebietsreform in Hessen auf freiwilliger Basis zur Gemeinde Reichelsheim i. Odw.
Für Gumpen sowie für die meisten im Zuge der Gebietsreform nach Reichelsheim eingegliederten Gemeinden wurden Ortsbezirke gebildet.
Nach der Bildung der Gemeinde Gumpen wurden am 31. Dezember 1970 340 Einwohner gezählt.
Nach den Erhebungen des Zensus 2011 lebten am Stichtag, dem 9. Mai 2011, in Gumpen 315 Einwohner. Darunter waren 9 (2,8 %) Ausländer.
Nach dem Lebensalter waren 18 Einwohner unter 42 Jahren, 114 zwischen 18 und 49, 78 zwischen 50 und 64 und 81 Einwohner waren älter.
Die Einwohner lebten in 123 Haushalten. Davon waren 33 Singlehaushalte, 42 Paare ohne Kinder und 33 Paare mit Kindern, sowie 12 Alleinerziehende und 3 Wohngemeinschaften. In 24 Haushalten lebten ausschließlich Senioren und in 87 Haushaltungen lebten keine Senioren.

## Politik
Ortsbeirat
Für Gumpen besteht ein Ortsbezirk (Gebiete der ehemaligen Gemeinde Gumpen) mit Ortsbeirat und Ortsvorsteher, nach Maßgabe der §§ 81 und 82 HGO und des Kommunalwahlgesetzes in der jeweils gültigen Fassung gebildet. Der Ortsbeirat besteht aus fünf Mitgliedern. Bei den Kommunalwahlen in Hessen 2021 betrug die Wahlbeteiligung zum Ortsbeirat Gumpen 55,80 %. Dabei wurden gewählt: zwei Mitglieder der SPD und drei Mitglieder der Gemeinschaftsliste „CDU und Reichenbacher Wählergemeinschaft“ (CDU-RWG). Der Ortsbeirat wählte Achim Schneider (CDU-RWG) zum Ortsvorsteher.